# Хиерокъл (колесничар)
Хиерокъл (* края на 2 век; † 222) е предполагаем фаворит и любовник на римския император Елагабал.
Роден е в Кария. След като попада в робство, става колесничар на служба при Елагабал. Императорът счита русия Хиерокъл за свой съпруг, казвайки:
| „ | [Аз съм] щастлив да бъда наричан любовницата, съпругата, кралицата на Хиерокъл | “ |

Елагабал неуспешно опитва да провъзгласи Хиерокъл за цезар, което би го направило императорски наследник. Хиерокъл, наред с останалата част от двора на Елагабал, е екзекутиран, когато императорът е свален от власт и изпада в немилост през 222 г.